# Florine Stettheimer

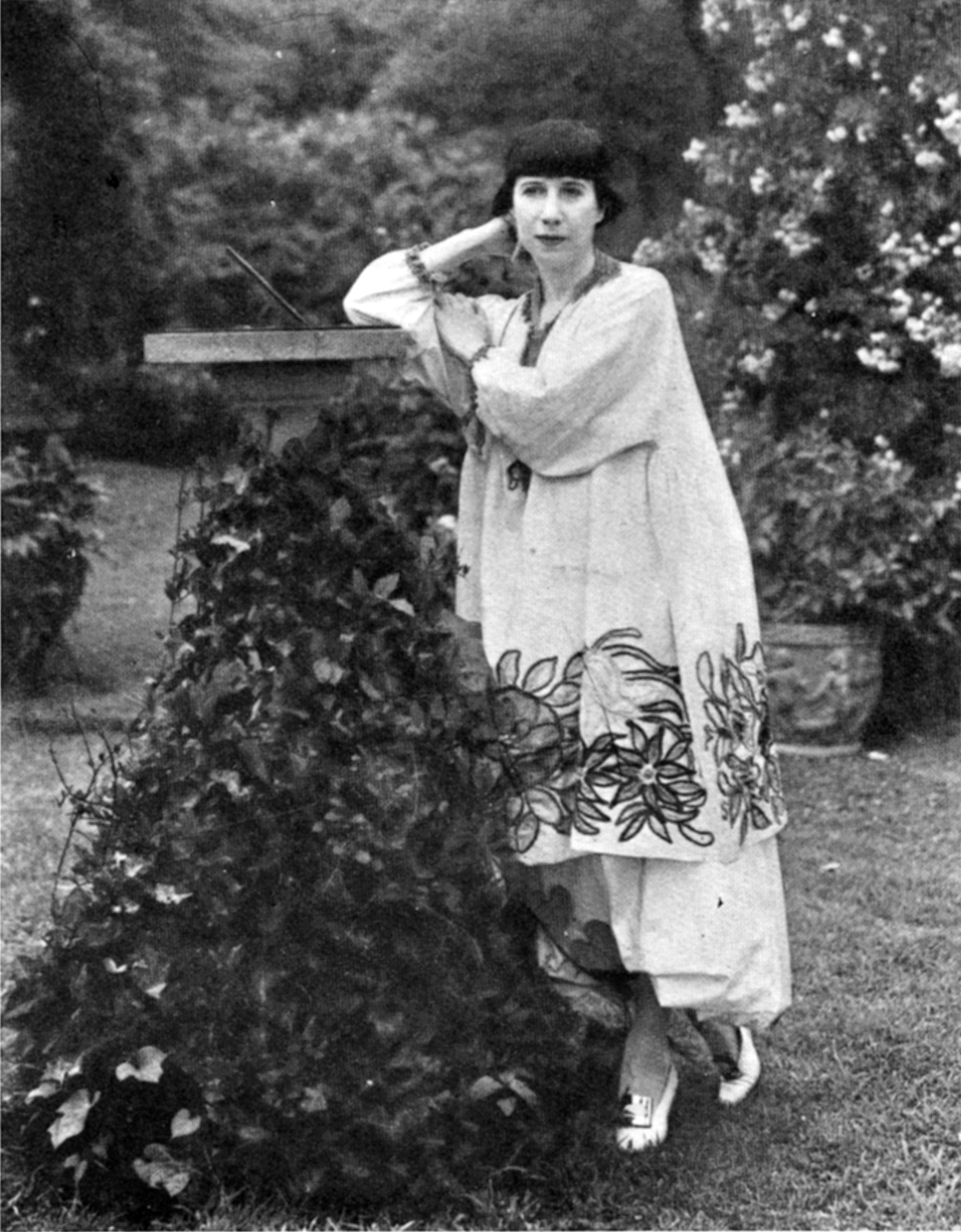
Florine Stettheimer in ihrem Garten am Bryant Park (um 1917–1920)

Florine Stettheimer (* 29. August 1871 in Rochester (New York); † 11. Mai 1944 in New York) war eine amerikanische Malerin, Designerin, Dichterin und Salonnière. Sie war eine schillernde Figur der New Yorker Kunstszene in den 1920er und 1930er Jahren. 

## Leben und Werk
Stettheimer wurde als Tochter einer wohlhabenden deutsch-jüdischen Familie geboren. Ihr Vater, der Bankier Joseph Stettheimer, verließ die Familie, bevor die Kinder erwachsen waren. Sie war das vierte von fünf Kindern: Walter, Stella, Carrie, Florine und Ettie. 
Florine verbrachte einen Großteil ihrer Kindheit und Jugend auf Reisen, einem Kunststudium in Italien, Spanien, Frankreich, Deutschland und der Schweiz. Drei Jahre lang studierte sie an der Art Students League of New York.
Erst kurz nach Ausbruch des Ersten Weltkriegs siedelte sie endgültig nach den USA über. Sie lebte mit den Geschwistern Ettie und Carrie sowie der Mutter Rosetta (gestorben 1935) in einer gemeinsamen Wohnung. Florine und ihre Schwestern initiierten in ihrem New Yorker Apartment einen Salon. Bedeutende Protagonisten der Society und der Avantgarde waren ihre Gäste. Neben Marcel Duchamp waren unter anderem die Malerin Georgia O’Keeffe, der Komponist Edgar Varèse, die Fotografen Edward Steichen, Baron Adolphe de Meyer und der Kunstkritiker Henry McBride (1867–1962) vor Ort.

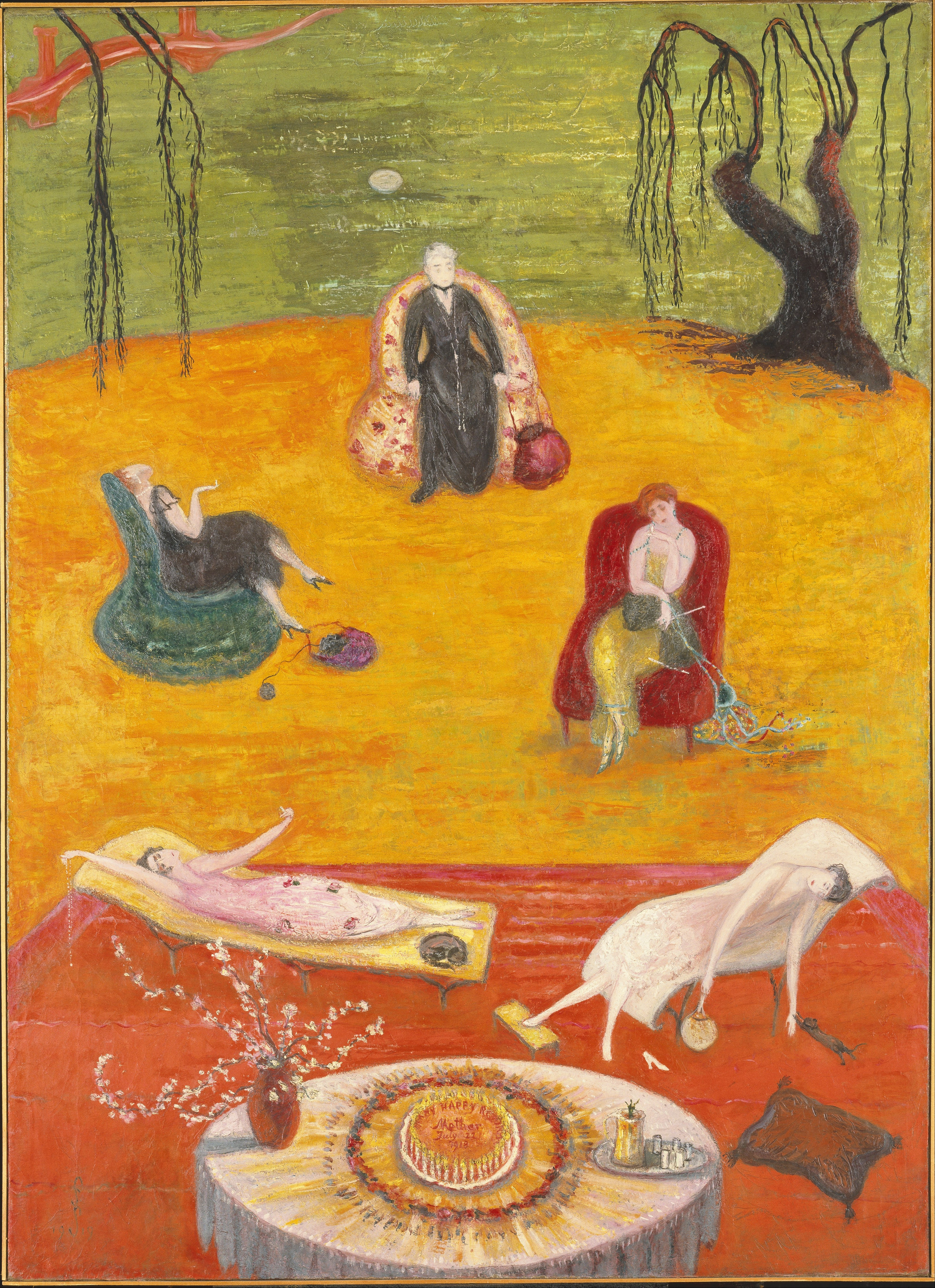
Heat, um 1919, Brooklyn Museum, New York

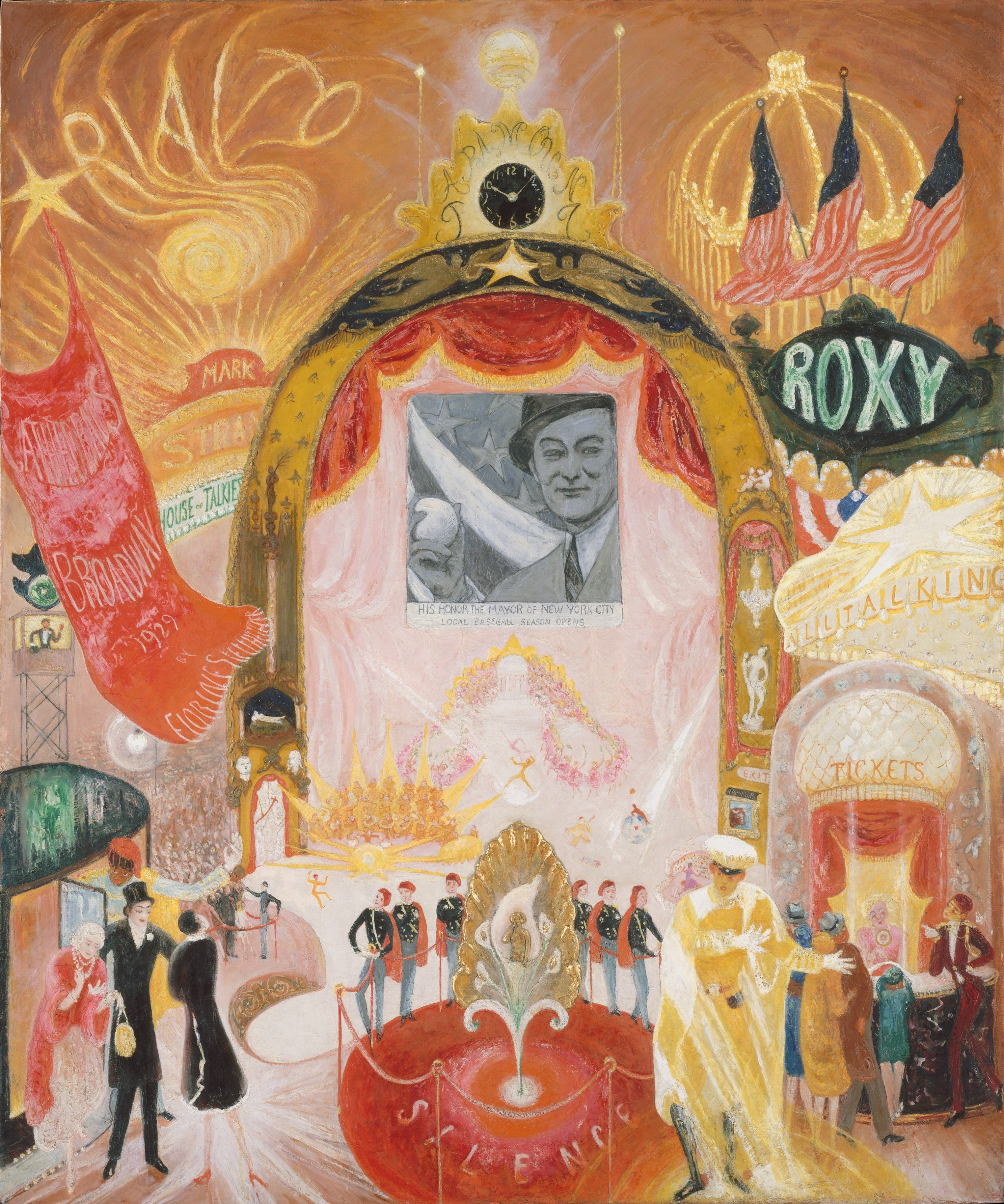
The Cathedrals of Broadway, 1929, Metropolitan Museum of Art, New York

Genau dieses Leben des Luxus und der Moderne ist der Gegenstand ihrer Bilder: Florine Stettheimer malte Bilder von Partys, Schönheitswettbewerbe, Strandvergnügen, Gartenleben. Aber auch Selbstporträts und Gruppenporträts, immer wieder ist ihre Familie abgebildet. Sie malte das Luxuskaufhaus Bendel's, wo sie sich elegant bis extravagant einkleidete, und die Cathedrals genannten New-York-Panoramen. Über eines der Gemälde schrieb 1932 ein Kritiker: „Es ist cinematografisch, historisch, fantastisch, realistisch, spöttisch, liebevoll zugewandt, kalligrafisch, enzyklopädisch, proustisch und sogar unheilverkündend. Tatsächlich hat es alles und alles im richtigen Verhältnis.“
Im Oktober 1916 fand die einzige kommerzielle Ausstellung ihrer Bilder zu Lebzeiten in einer New Yorker Galerie statt; es wurde kein Bild verkauft. Weitere kommerzielle Ausstellungen lehnte sie ab und stattete ihr Atelier und ihre Wohnräume mit ihren Bildern aus. Renommierte Galeristen wie Alfred Stieglitz versuchten vergeblich, sie zu überreden. Stettheimer war Mitglied der American Society of Painters, Sculptors, and Engravers und nahm jährlich an den Ausstellungen der Society of Independent Artists teil. Im Jahr 1934 entwarf sie Bühnenbilder und Kostüme für die avantgardistische Oper Four Saints in Three Acts von Gertrude Stein und Virgil Thomson.
Stettheimer hatte einen ganz eigenen Stil entwickelt, sie malte naiv, pastos ausgemalte Wimmelbilder. Andy Warhol war begeistert von ihrer Arbeit – besonders von ihren Blumenarrangements – und bezeichnete sie als eine Vorläuferin der Pop Art.
Florine Stettheimer starb 1944 in New York. Einen Gedichtband der Künstlerin unter dem Titel Crystal Flowers gab ihre Schwester Ettie Stettheimer 1949 postum als Privatdruck heraus. Er wurde 2010 erneut veröffentlicht. Unter anderem verfügen die Columbia University, das Museum of Modern Art sowie das Metropolitan Museum of Art und die Beinecke Rare Book and Manuscript Library über Werke beziehungsweise Archivmaterial der Künstlerin.

## Posthume Ausstellungen
- 1946:  Retrospektive im Museum of Modern Art, New York
- 1995: Whitney Museum of American Art, New York
- 2014: Einzelausstellung im Lenbachhaus, München[7]
- 2017/18: Florine Stettheimer: Painting Poetry, 5. Mai – 24. September 2017, Jewish Museum (New York City) und 21. Oktober 2017 – 28. Januar 2018, Art Gallery of Ontario